# 蒂米什瓦拉北站
蒂米什瓦拉北站（羅馬尼亞語：Gara Timișoara Nord）是羅馬尼亞城市蒂米什瓦拉的主要火車站，也是羅馬尼亞西部最大的火車站。蒂米什瓦拉北站平均每日有174列旅客列車，每日平均5530名旅客利用。最早的車站建築於1897年投入使用，1944年7月3日，該站因二戰期間盟軍對城市的轟炸而受到嚴重破壞；1944年10月30日至31日晚間，該車站再次被德國空軍轟炸，最後剩下的建築物被摧毀。目前的車站設施均為戰後重建。

## 外部連結
维基共享资源上的相關多媒體資源：蒂米什瓦拉北站